# プラハの恋人
『プラハの恋人』 (プラハのこいびと、原題：프라하의 연인) は、2005年に韓国のSBSの週末特別企画ドラマ枠で放送されたテレビドラマ 。
脚本家キム・ウンスクと演出家シン・ウチョルによる恋人シリーズの第2作で、2004年に放送された『パリの恋人』同様ヨーロッパが舞台に含まれている。
ドラマ全編の動画がSBSの公式ウェブサイトで無料で公開されている。

## 登場人物

### 主要人物
ユン・ジェヒ
演 - チョン・ドヨン、声 - 高橋理恵子
大統領の娘。
チェ・サンヒョン
演 - キム・ジュヒョク、声 - 宮内敦士
刑事。
チ・ヨンウ
演 - キム・ミンジュン、声 - 川島得愛
ジェヒの元恋人。
カン・ヘジュ
演 - ユン・セア、声 - 恒松あゆみ
サンヒョンの元恋人。ヨンウの父であるチ会長の愛人。

### ジェヒの周辺人物
ユン大統領
演 - イ・ジョンギル
ジェヒの父。韓国の大統領。
ユン・ゴンヒ
演 - チャン・グンソク
大統領の息子。ジェヒの弟
アン・ドンナム
演 - ハ・ジョンウ
ジェヒの警護担当者。
ソ・ユンギュ
演 - ユン・ヨンジュン、声 - ヤスヒロ
ジェヒの親友。

### サンヒョンの周辺人物
ファン・ダルホ
演 - キム・スンウク、声 - 竹田雅則
サンヒョンの同僚刑事。
シン・クァンジャ
演 - キム・ナウン
ダルホの恋人。サンヒョンとは親戚。

### ヨンウの周辺人物
チ会長
演 - チョン・ドンファン、声 - 佐々木勝彦
ヨンウの父。企業家。
チ・スンウ
演 - イ・ソンホ
チ会長の息子。ヨンウとは異母兄弟。